# Rue Raspail (Bois-Colombes)
Pour les articles homonymes, voir Rue Raspail.
La rue Raspail est une voie de communication de Bois-Colombes dans le département des Hauts-de-Seine, en France.

## Situation et accès

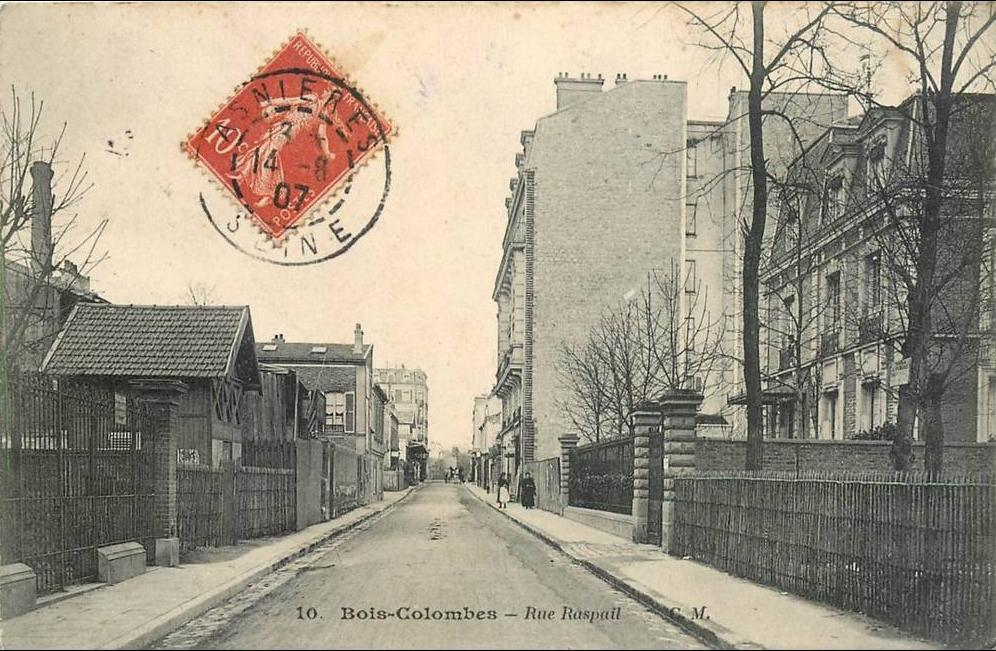
7-8b rue Raspail à Bois-Colombes - Vue vers le nord-ouest. Carte postale expédiée en août 1907.

Cette rue parallèle à la ligne de Paris-Saint-Lazare à Ermont - Eaubonne part, côté sud-est, de la limite de la commune d'Asnières-sur-Seine. Elle traverse tout d'abord un quartier urbanisé d'immeubles construits à la fin du XIXe siècle. Longeant le marché, elle traverse ensuite la rue d'Estienne-d'Orves (anciennement rue Verte), puis rentre dans une zone essentiellement pavillonnaire. Elle y rencontre alors la rue Ferrand et plusieurs voies résidentielles comme la villa Marie et l'avenue des Pavillons. Marquant ensuite le début de la rue Eugène-Besançon, elle se termine au droit de la rue Jean-Brunet.

## Origine du nom
C'est par délibération du Conseil municipal en date du 9 octobre 1886 que le nom de François-Vincent Raspail, chimiste, botaniste et homme politique fut donné à cette rue.

## Historique

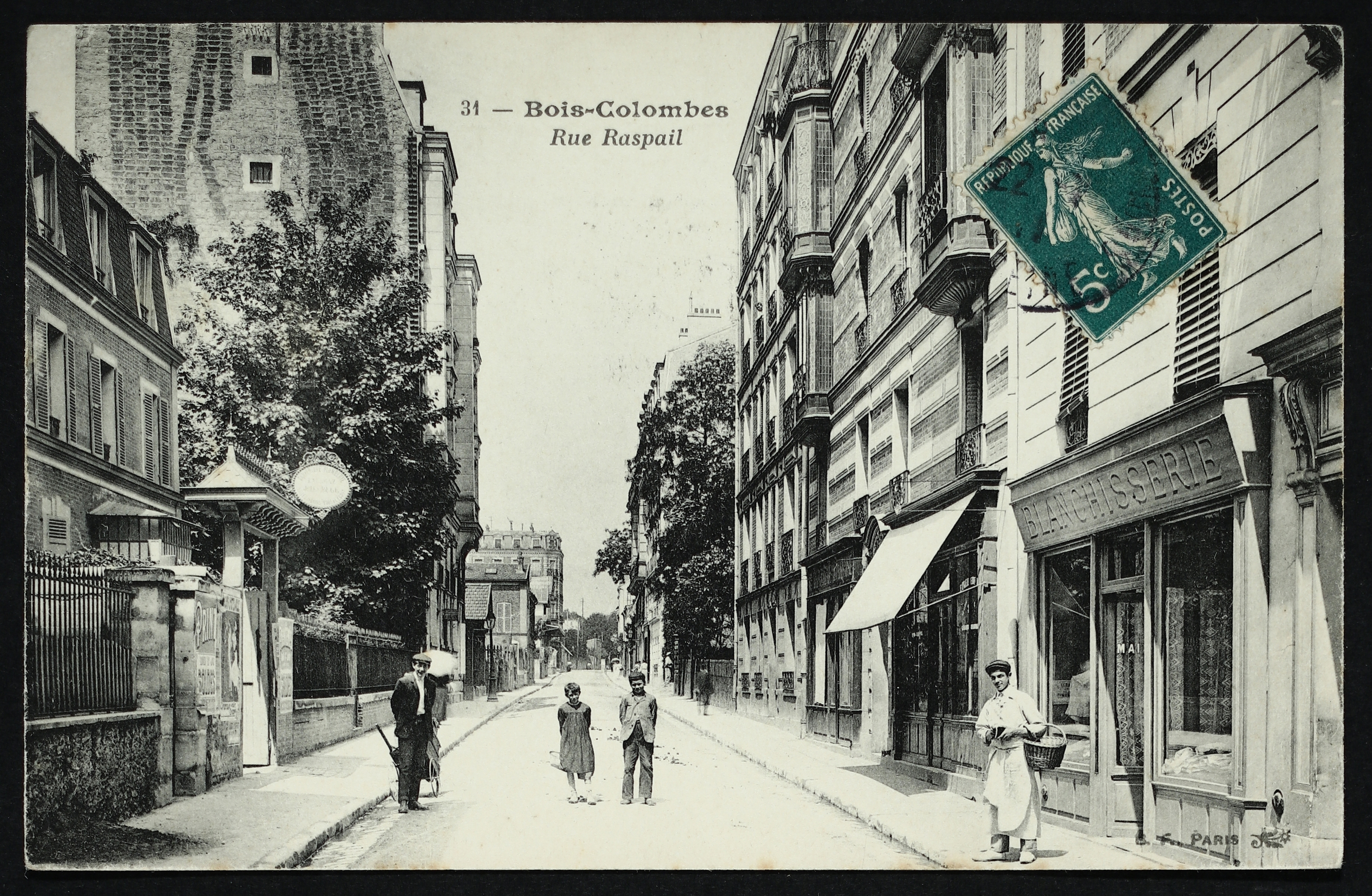
1-2 rue Raspail - Vue vers le nord-ouest.

En 1868, l'abbé Rampant construisit au no 12, sur un terrain familial, une chapelle qui donna à la rue le nom de rue de l'Eglise pendant quelques années. Cette chapelle en pierre de taille, munie d'un clocher, resta cependant inachevée faute d'en avoir demandé l'autorisation au Diocèse, au ministre des Cultes et à la commune.
La rue prit ensuite son nom définitif en 1886.

## Bâtiments remarquables et lieux de mémoire
- Le marché de Bois-Colombes, dont l'une des entrées est située aux 25-29 rue Raspail, a remplacé l'ancien marché détruit en 1956[4].
- La maison des jeunes est créée en 1936 au n°50 de la rue Raspail[5].
- C'est à son domicile du no 56 rue Raspail que meurt le 30 avril 1903 Charles Chefson, un des deux maires adjoints du premier conseil municipal de la ville[5].